# ザ・ロンガバーガー・カンパニー

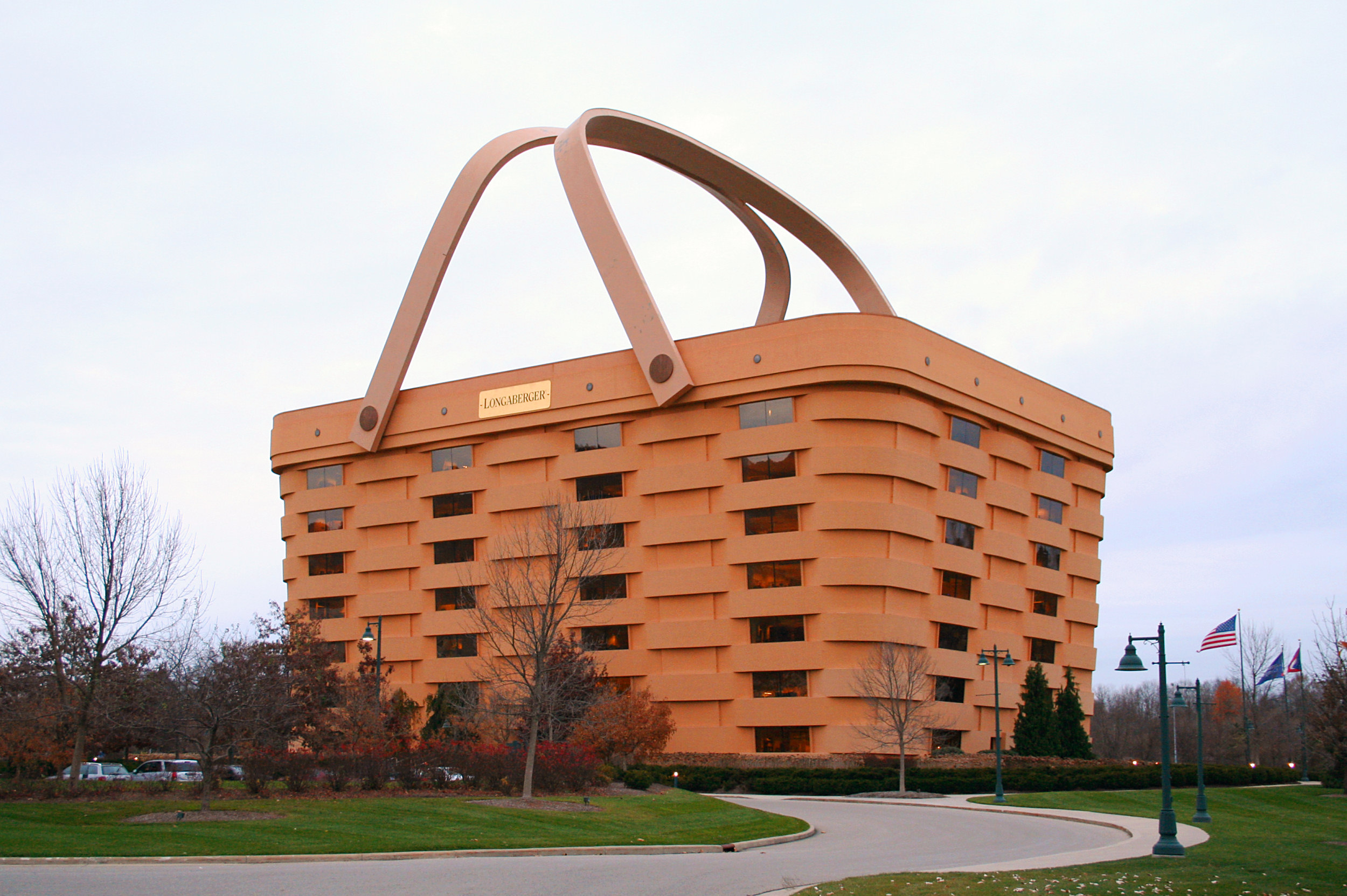
オハイオ州ニューアークにあるザ・ロンガバーガー・カンパニー本社社屋。バスケット・ビルディングと呼ばれる。

ザ・ロンガバーガー・カンパニー (The Longaberger Company ) はアメリカ合衆国の企業。

## 概要
カエデを使用した手作りの木製バスケット、陶磁器、錬鉄製品、布製品、飲食物などを含む室内装飾品や生活用品の製造を行なっている。初期の経営の一部はオハイオ州東部ドレスデン近郊で発足。現在の本社はオハイオ州コロンバス東郊のニューアークにある。デイヴ・ロンガバーガーにより家族経営の形態で起業され、彼の没後は娘のタミ・ロンガバーガーとレイチェル・ロンガバーガーにより経営されている。
家族経営ではあるが、タッパーウェアのようにダイレクトマーケティングの商法を用い全米で約45,000名の独立したホーム・コンサルタントを抱えている。全てのバスケットの底面に作成者の名前と作成年が手書きで記入され、社名印が刻印されている。
州道16号線にある本社が目玉商品である『Medium Market Basket 』の形になってからは地元のランドマークとされ、ノベルティ建築の一例として認知されている。このバスケットの取っ手の重さは150トンとされ、冬季の凍結による損傷を防ぐため暖房機能が備えてある。デイヴ・ロンガバーガーは全ての社屋をバスケット型にしたかったが、彼の生前には本社のみがバスケット型となった。没後、娘達により反対され他の社屋がバスケット型になることはなくなった。

## 歴史
1919年、デイヴの父J・W・ロンガバーガーはザ・ドレスデン・バスケット・ファクトリーに見習いとしてバスケットを作り始める。最終的にJ・Wはバスケット製作を愛し、完璧な技術を身につける。1934年、J・Wとその妻ボニーの5番目の子としてデイヴが生まれた。ロンガバーガー家は貧しかった上、デイヴは幼少の頃に重い吃音症を患っておりなかなか他者に理解されず、その度に癇癪も起こすという三重苦の中で育った。しかしデイヴは若くして、雑貨店の店員から地元映画館の投影機操作まで様々な仕事を経験し、その中で家族には「25セントの百万長者」と呼ばれるようになるほど、商売の才覚を現した。21歳で高校を卒業すると、デイヴはトラック運転手としてそのキャリアをスタートさせたが、1961-62年に陸軍に従軍。退役後、タミの誕生を機に、それまでの仕事の経験を糧に起業。飲食店や雑貨屋の経営に乗り出したが、1970年代にバスケットの人気の高まりを察知し、父J・Wの作ったバスケットを販売したらすぐに完売、注文が殺到した。父J・Wの死後、1976年にドレスデンで前身となるJ.W.'s Handwoven Baskets社を開業した。ニューアークにある現在の本社は、1995年からその建設が始められ、1997年に完成した。

## 関連書籍
- 『奇跡の企業ロンガバーガー物語』（日経BP社）